# Christian August Nagel

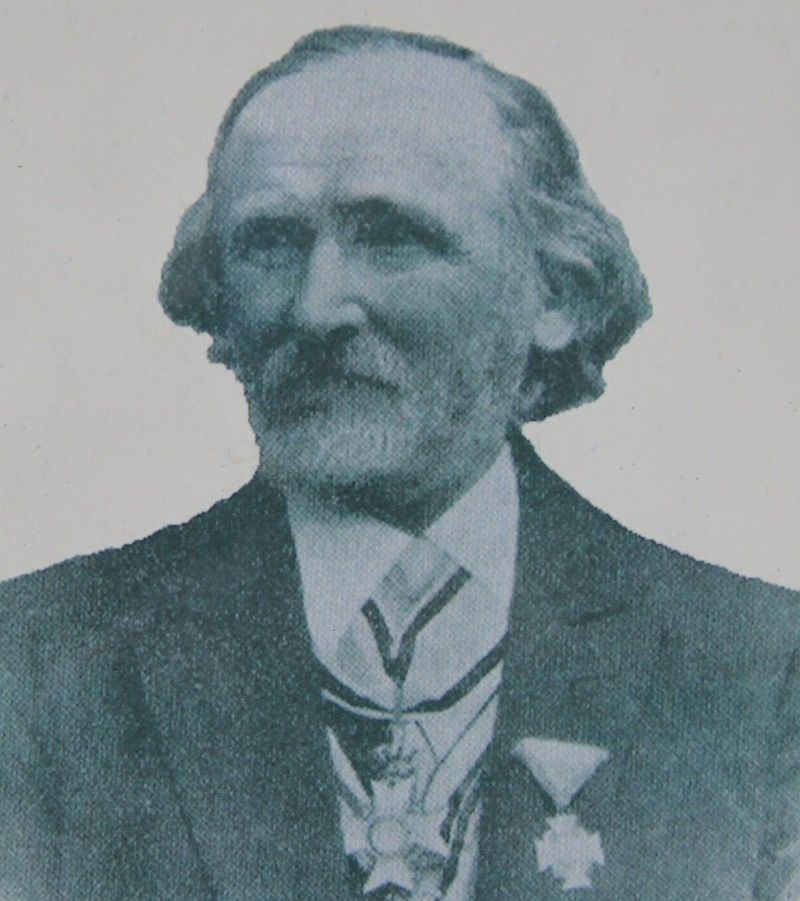
Christian August Nagel

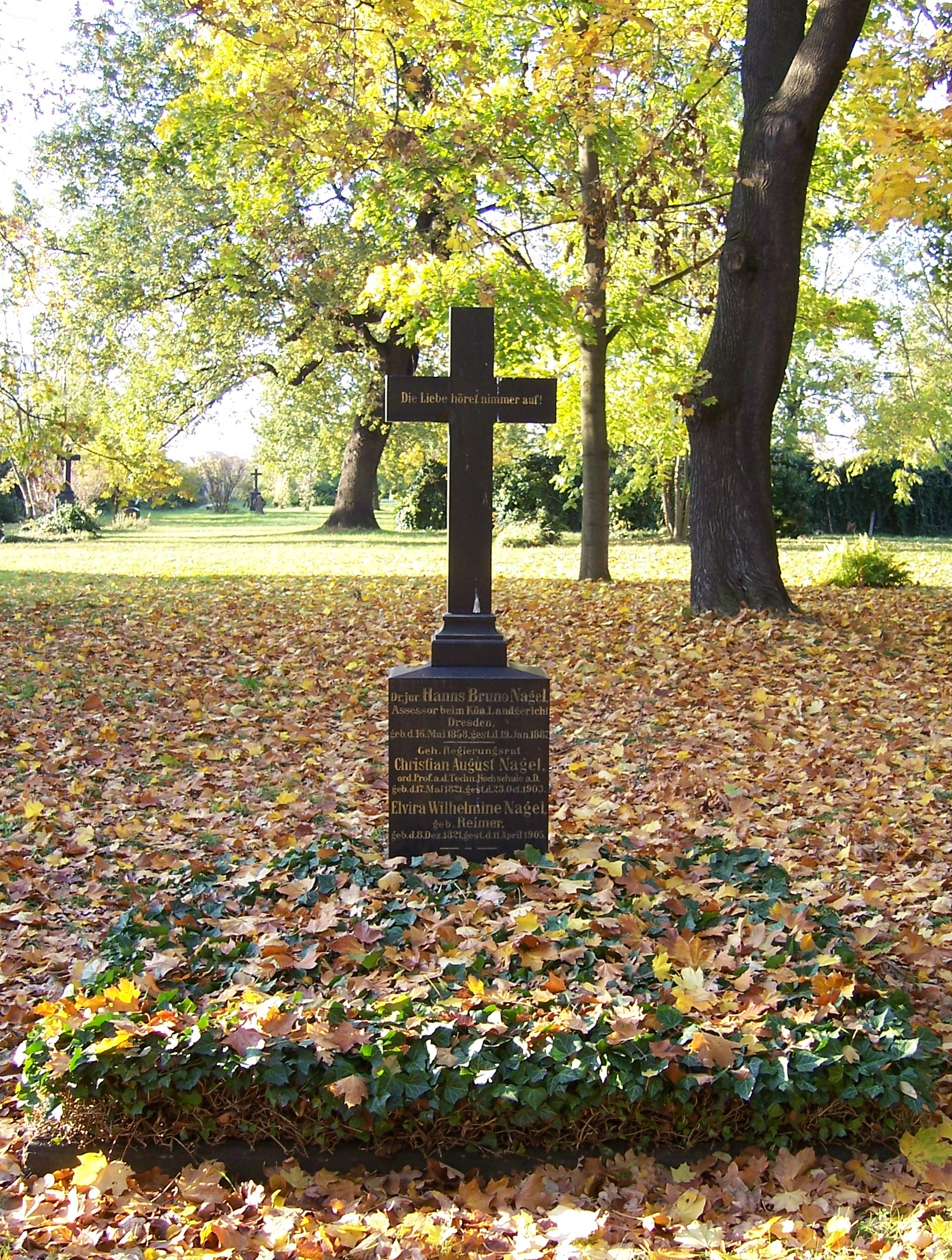
Grab von Christian August Nagel auf dem Alten Annenfriedhof in Dresden.

Christian August Nagel (* 17. Mai 1821 in Grünberg; † 23. Oktober 1903 in Dresden) war ein sächsischer Professor für Geodäsie.

## Leben
Christian August Nagel studierte von 1841 bis 1844 Ingenieurwissenschaften an der Technischen Bildungsanstalt zu Dresden. Danach arbeitete er als Eisenbahn- und Vermessungsingenieur. 1849 wurde er Assistent für Geodäsie und 1852 erster ordentlicher Lehrer für Geodäsie an der Königlich Sächsischen Polytechnischen Schule zu Dresden, zu der die Technische Bildungsanstalt 1851 aufgrund ihrer wachsenden Bedeutung umbenannt worden war. 1858 erfolgte hier seine Berufung zum ordentlichen Professor. 1888 wurde er Direktor des Mathematisch-Physikalischen Salons im Dresdner Zwinger. Bis zu seiner Emeritierung im Jahre 1893 betreute er die hier angelegte und aufbewahrte Sammlung für praktische Geometrie und höhere Geodäsie, darunter zwei Theodolite und zwei Planimeter. Er erhielt mehrere Auszeichnungen, darunter 1872 das Ritterkreuz 1. Klasse und im Jahr 1884 den Titel Geheimer Regierungsrat. Im Jahr 1888 wurde er zum Mitglied der Leopoldina gewählt.
Christian August Nagel starb am 23. Oktober 1903 im Alter von 82 Jahren; sein Grab befindet sich auf dem Alten Annenfriedhof.
Der sächsische Justizminister Paul Arthur Nagel ist ein Sohn Christian August Nagels.

## Wirken
Sein Lebenswerk war die Königlich-Sächsische Triangulirung, wo er in den Jahren 1862 bis 1890 für die Messung der Netze 1. und 2. Ordnung sowie die Auswertung und Berechnungsarbeiten verantwortlich war bzw. diese selber ausführte. Bereits am 29. August 1858 hielt er einen Vortrag Ueber Urmaaße und Maaßsysteme in der Versammlung praktischer Geometer in Leipzig.

## Nagelsche Säulen und Gedenktafeln
In Oßling befindet sich eine 1864 errichtete Säule, die sogenannte Nagelsche Säule, eine Station 1. Ordnung. Die Aufschrift lautet Station Ossling der Mitteleurop. Gradmessung, K. Sachsen, 1864.
Die Aufschrift einer weiteren Tafel in Oßling lautet:

„Original Vermarkung (Nagelsche Säule) eines Punktes der Europäischen (anfänglich ‚Mitteleuropäischen‘) Gradmessung im Königreich Sachsen. Diese 1862–1890 geschaffene wissenschaftliche Vermessung zur Ermittlung von Form und Größe der Erde war das Lebenswerk des sächsischen Geodäsie-Professors August Nagel (1821–1903). Der Pfeiler wurde wegen Steinbrucherweiterung von seinem ursprünglichen, ca. 750 m entfernten Standort geborgen und anschließend als vermessungs- und heimatkundliches Denkmal von der Gemeindeverwaltung Oßling im Zusammenwirken mit dem Landesvermessungsamt Sachsen hier aufgestellt. 1993“

Im Oktober 2003 wurde auf dem Borsberg an der Vermessungssäule eine Gedenktafel für ihn enthüllt.

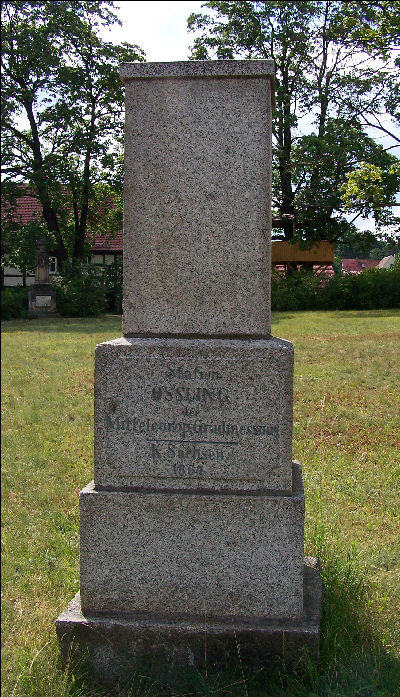
Nagelsche Säule auf dem Oßlinger Berg zwischen Kamenz und Hoyerswerda
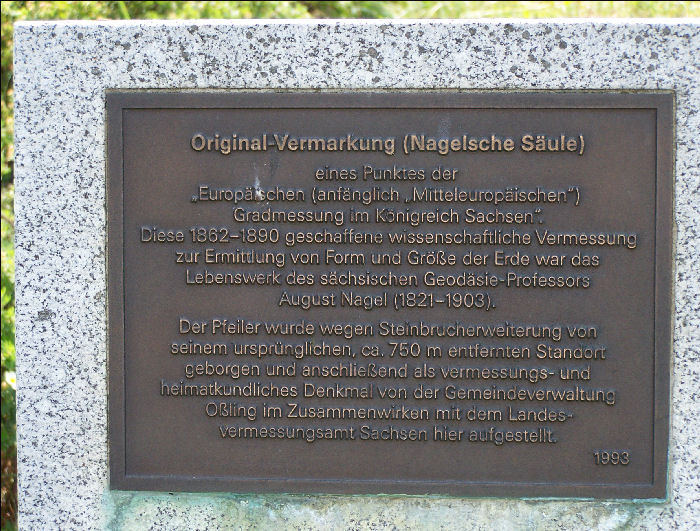
Tafel auf dem Oßlinger Berg
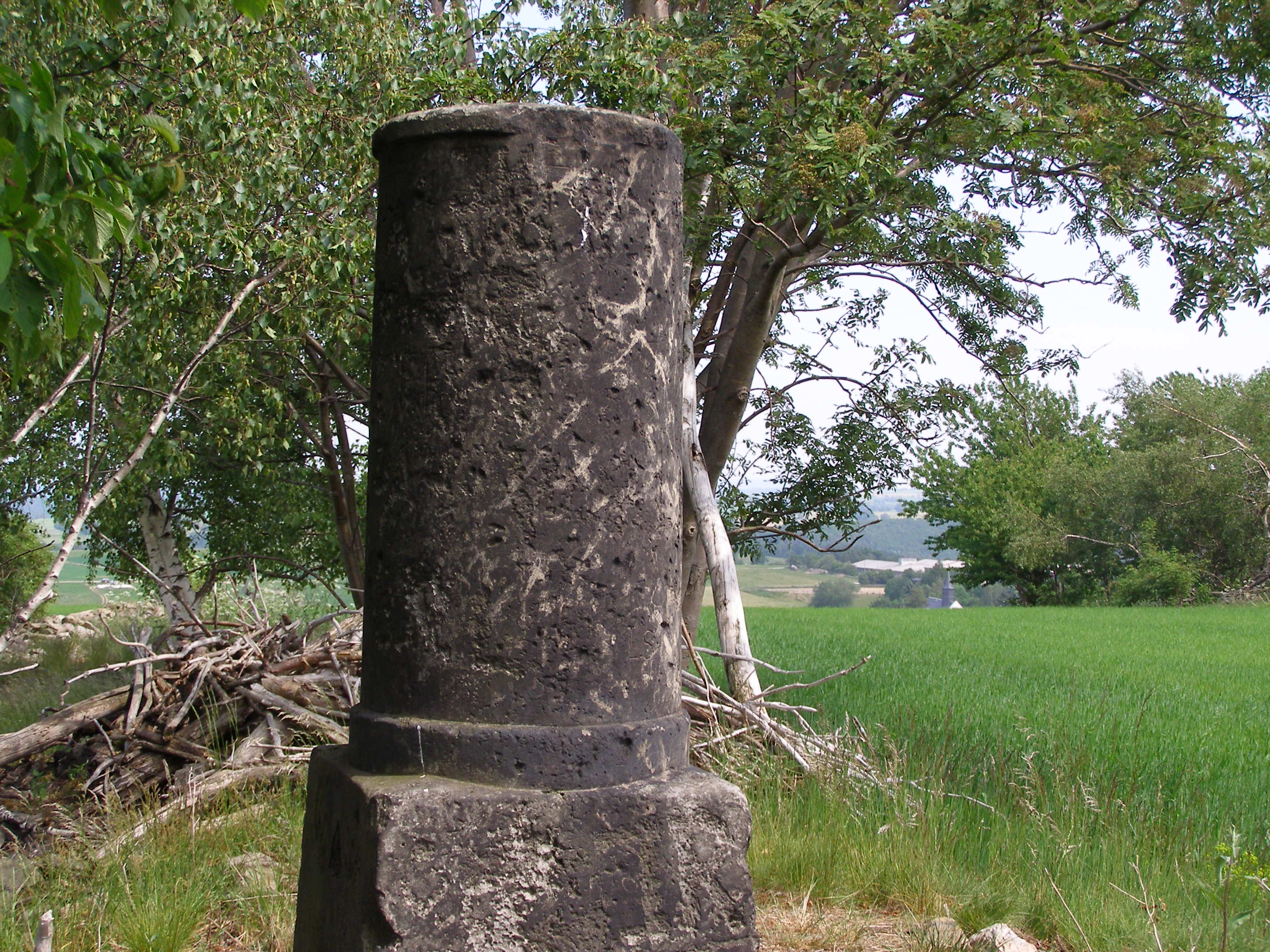
Nagelsche Säule der Dittershöhe bei Dittersdorf (Glashütte)
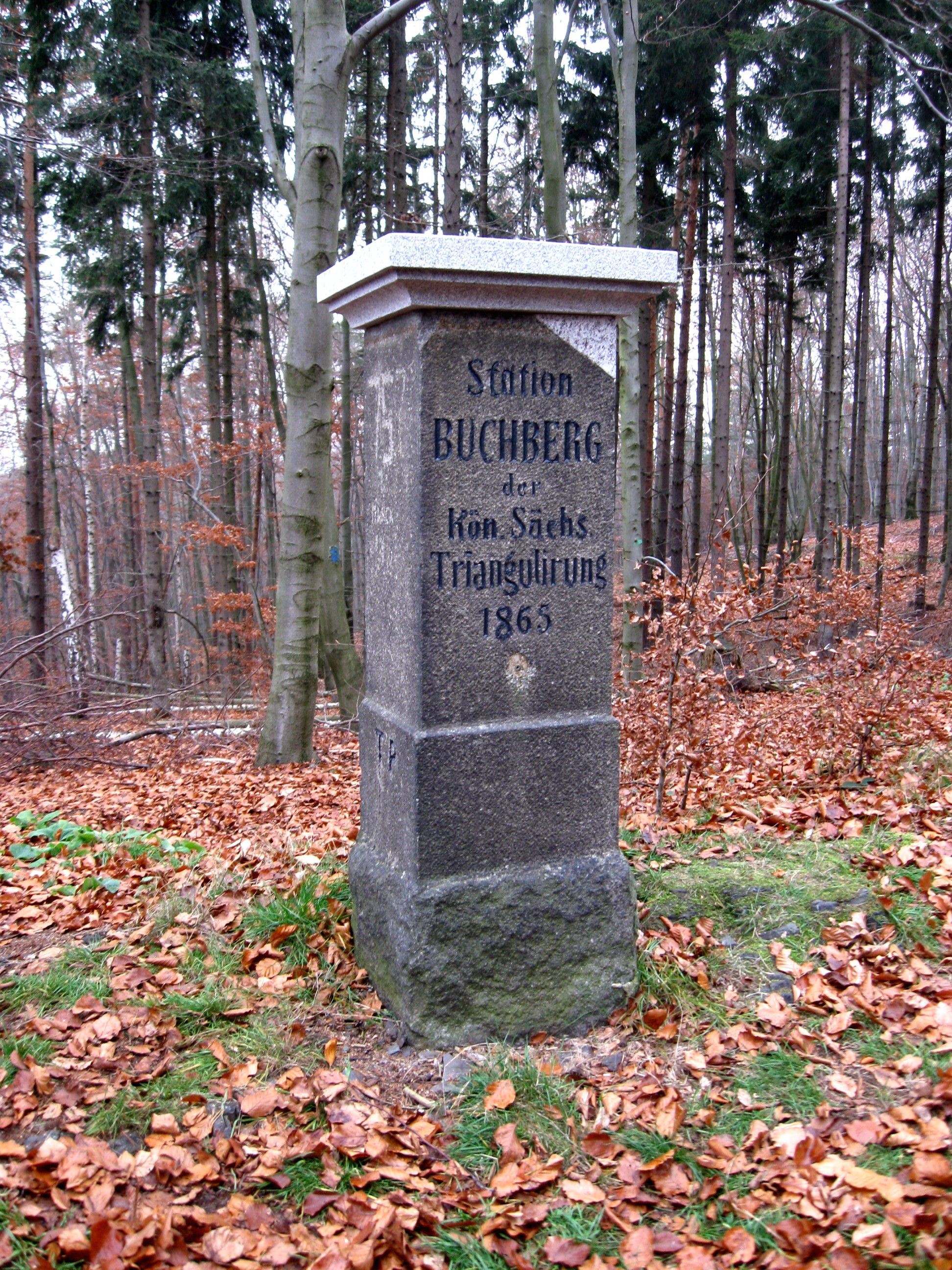
Nagelsche Säule auf dem Buchberg bei Laußnitz, nach Restaurierung am 24. November 2012 eingeweiht (Lage: 51° 14′ 6″ N, 13° 50′ 10″ O)
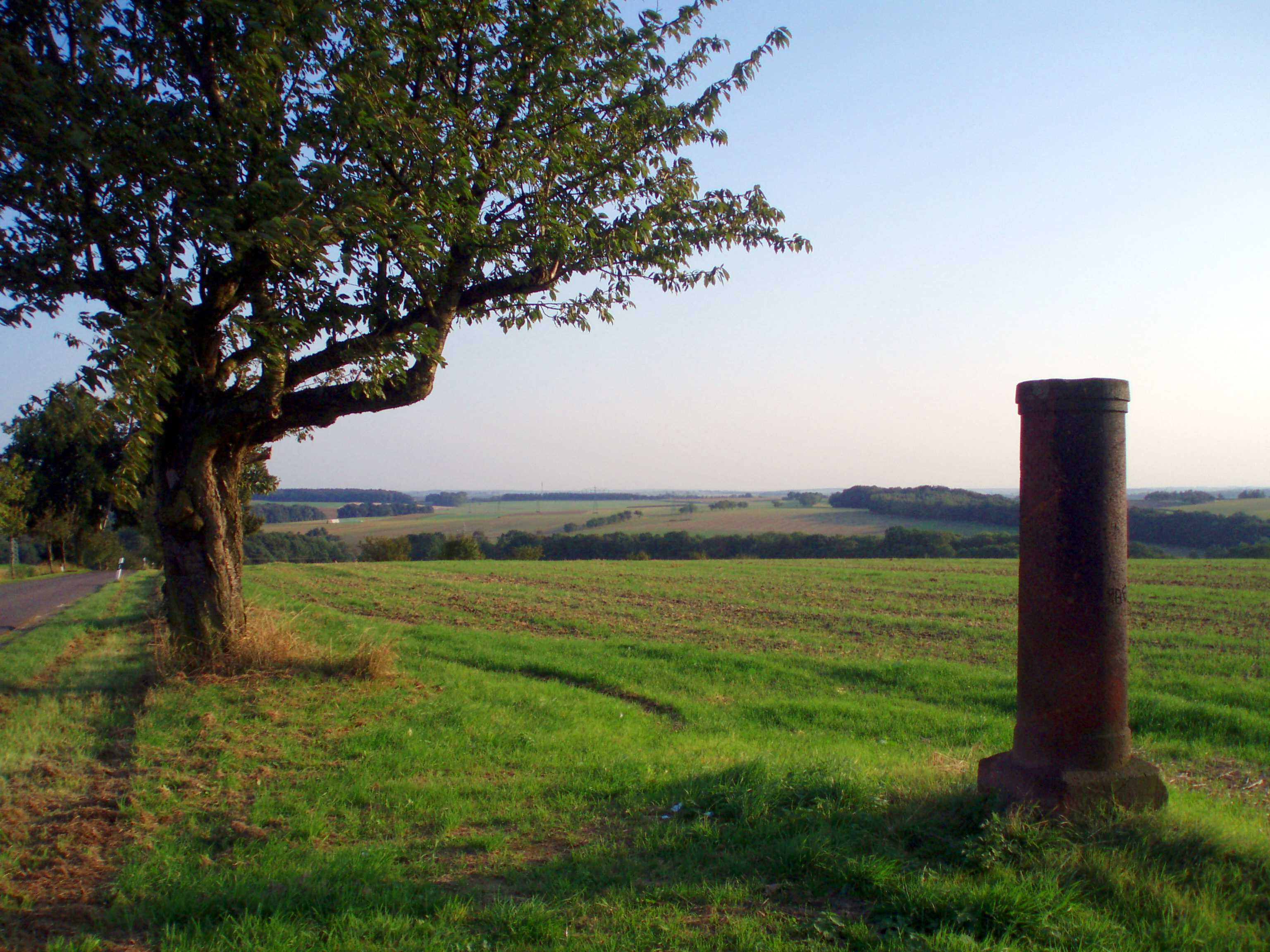
Säule bei Kohren-Sahlis

## Werke
- Die Messung der Basis für die Triangulirung des Erzgebirgischen Kohlenbassins. 1861.
- Trigonometrisches Netz zwischen Dresden und Mockritz, Gemeinschaftsarbeit mit Studierenden, 1873.
- Die Vermessungen im Königreiche Sachsen, eine Denkschrift mit Vorschlägen für eine auf die europäische Gradmessung zu gründende rationelle Landesvermessung. 1876.
- Zur Literatur der Geodäsie. In: Der Civilingieur: Zeitschrift für das Ingenieurwesen. N.F. Bd. XXIII (1877), Sp. 185 ff. (Online)
- Astronomisch-geodätische Arbeiten für die europäische Gradmessung im Königreich Sachsen, Bd. 1–4, ab 1882.
- Das trigonometrische Netz 1. Ordnung. Mit sieben lithographierten Tafeln und 32 in den Text gedruckten Figuren. 1890.
- Die Grundlehren der Methode der kleinsten Quadrate ohne Wahrscheinlichkeits-Rechnung. In: Der Civilingieur: Zeitschrift für das Ingenieurwesen. 1896.